# 嶺南大學 (韓國)
嶺南大學（韓語：영남대학교）位於韓國大邱廣域市以東的慶尚北道慶山市，為韓國私立大學之一。该校2025QS亚洲大学排名中排名第951-1000。
嶺南大學成立於1967年12月16日，是韓國總統朴正熙將原來的大邱大學（成立於1947年）及青丘大學（成立於1950年）合併而創校。大學包括法律、醫學等系所，亦有一所教學醫院。
1972年，大學本部（醫學系除外）遷到慶山市校園現址。校園本部建築物曾經成為電影《JSA安全地帶》的外景（朝鮮人民軍醫院）拍攝場地。

## 知名校友
- 素珍，韩国女團Girl's Day隊長，機械工程學系畢業
- 孫準浩，韩国职业足球运动员

## 外部連結
- 韓國嶺南大學 （页面存档备份，存于）